# 安杰尔·麦考特里
安杰尔·拉胡安妮·麦考特里（英語：Angel Lajuane McCoughtry，1986年9月10日—），美国职业篮球运动员，现效力于WNBA的亚特兰大梦想队。她在2009年WNBA选秀中被亚特兰大梦想选中。她也曾参加2012年伦敦奥运和2016年里约奥运，都获得金牌。